# Коул (окръг, Оклахома)
Окръг Коул (на английски: Coal County) е окръг в щата Оклахома, Съединени американски щати. Площта му е 1349 km², а населението – 6031 души (2000). Административен център е град Коулгейт.